# XDI
XDI (XRI Data Interchange) ist ein universeller und erweiterbarer Dienst zum Tauschen, Verlinken und Synchronisieren von Daten über das Internet und andere Netzwerke mittels XML Dokumenten und XRIs (Extensible Resource Identifiers). Das XDI Protokoll wird vom OASIS Technischen Komitee für XDI entwickelt.
Das Ziel von XDI ist es, Daten von beliebigen Quellen zu identifizieren, zu beschreiben, zu verlinken und zu synchronisieren, um ein aktives, maschinenlesbares Datenweb zu schaffen, in gleicher Weise wie heutzutage Inhalte von beliebigen Quellen das für Menschen lesbare Web bilden. Neben einem einfachen XML-Format zur Identifikation und Beschreibung von Daten verwendet XDI so genannte Link Contracts (Verbindungsvereinbarungen), die es ermöglichen Besitz, Sicherheit, Datenschutz und Rechte über verteilte Daten in einem standardisierten maschinenlesbaren Format auszudrücken.
Dieser Ansatz zu einem global verteilten Datennetzwerk orientiert sich an herkömmlichen Mechanismen wie gesellschaftlichen Regeln und rechtlich bindenden Verträgen, die das Funktionieren von Organisationen und Gesellschaften gewährleisten. XDI kann deswegen als wichtiger Baustein des Sozialen Webs eine Rolle spielen. XDI kann weiters das neue rechtliche Konzept der "Virtuellen Rechte" unterstützen, die auf der Idee einer "Virtuellen Identität" und einem fundamentalen Recht basieren: "Eine virtuelle Identität zu haben oder nicht zu haben".
Die internationale Non-Profit-Organisation XDI.ORG entwickelt auf XRI und XDI basierte Dienste.